# Station Écouché
Station Écouché is een spoorwegstation in de Franse gemeente Écouché-les-Vallées.